# Lee Wallace
Lee Wallace (ur. 1 sierpnia 1987 w Edynburgu) – piłkarz szkocki, występujący na pozycji pomocnika. Od 2019 gracz klubu występującego w EFL Championship, Queens Park Rangers.
Wallace profesjonalną piłkarską karierę rozpoczął w lipcu 2004, skąd przeszedł z drużyny rezerw do pierwszego składu Hearts. Debiutował w nim podczas meczu przeciwko Kilmarnock F.C., wygranym 3:1 na wyjeździe w sezonie 2005/2006. W barwach Serc rozegrał 140 spotkań, strzelił 5 goli.
W letnim oknie transferowym w 2011 roku przeszedł do Rangers, podpisując pięcioletni kontrakt. W 2019 przeszedł do Queens Park Rangers.
W 2007 występował w reprezentacji Szkocji U-21, gdzie rozegrał 3 mecze. Od 2009 roku do 2017 był zawodnikiem Reprezentacji Szkocji. Rozegrał w niej 10 meczów.